# داي شو
داي شو (بالصينية: 戴旭) هو عسكري صيني، ولد في 1964 في Minquan County ‏ في الصين.